# Arthur Hinton
Arthur Hinton (Beckenham (cotat de Kent), 20 de novembre, 1869 - 11 d'agost, 1941), va ser un compositor i director d'orquestra anglès. La seva dona va ser la pianista de fama internacional Katharine Goodson, que va oferir la primera interpretació del seu Concert per a piano en re menor el 1905.

## Biografia
Nascut a Beckenham al cotat de Kent, Hinton es va educar a l'escola Shrewsbury. Va estudiar a la Royal Academy of Music, amb Prosper Sainton (violí) i Francis William Davenport (composició). Granville Bantock hi era contemporani. Va romandre a l'Acadèmia com a subprofessor, abans de viatjar a Munic per estudiar més amb Josef Rheinberger (i després de la seva mort Karel Navrátil), ampliant el seu viatge amb períodes a Viena i Roma. Al seu retorn va començar a dirigir en diversos teatres de Londres.
Hinton va conèixer la pianista Katherine Goodson mentre era a Viena, i després de tornar a Anglaterra es van casar el 1903. Tot i que compartien un matrimoni proper, tots dos van viatjar molt per a les seves respectives carreres i no hi va haver fills. La seva activitat compositiva es va alentir a mesura que va assumir més responsabilitats com a examinador per a la Junta Associada. En aquesta capacitat va visitar Austràlia dues vegades, així com Canadà i Jamaica, i també va passar temps a Amèrica, on la defensa de Goodson li va ajudar a guanyar-se un cert reconeixement i publicació.

Hinton també va fer classes de composició a la Royal Academy of Music, on els seus alumnes incloïen William Alwyn. La seva adreça a Londres era 14 St. John's Wood Road. Tanmateix, la casa va ser destruïda per una bomba el 1941. Segons el pianista Mark Hambourg:
| « | "Recordo que la casa de la meva amiga Katherine Goodson, la pianista distingida, va ser completament destruïda per un explosiu alt, excepte els seus dos pianos de cua que es van aixecar esquena contra esquena a la plataforma del seu estudi en ruïnes, il·lesos i impassibles. | » |

Posteriorment, la parella va establir una casa a Rottingdean, West Sussex, on Hinton va morir poc després. Goodson va romandre allà, i dos anys més tard aquella casa també va patir danys per bombes.

## Composicions
Hinton va ser un dels compositors presentats en el concert de música nova de "Granville Bantock" per ell i els seus amics, presentat al "Queen's Hall" el 15 de desembre de 1896. (Altres compositors inclosos en aquest grup van ser William Wallace, Reginald Steggall, Stanley Hawley (1867-1916) i Henry Erskine Allon). La seva Simfonia núm. 1 en Sib es va interpretar l'agost de 1894 mentre estava a Munic amb Rheinberger, i la Simfonia núm. 2 en do menor es va tocar al Royal College of Music el 1903. Una fantasia, El triomf de Cèsar, es va tocar per primera vegada a el "Queen's Hall" el 1906.
Katharine Goodson va oferir la primera interpretació del Concert per a piano en re menor de Hinton l'1 de novembre de 1905 al "Queen's Hall", i també va fer les primeres interpretacions del seu Trio en re menor (al Bechstein Hall el 1903), Quintet amb piano a Sol menor (1910), Rhapsody (1911) i diverses obres de piano solista més breus. Clifford Curzon també era un entusiasta del Concert per a piano, interpretant-lo en un concert de Dan Godfrey a Bournemouth el 1925. L'any 2002 hi va haver un renaixement modern del Concert de la Lambeth Orchestra amb el solista Christopher Fifield. (L'Orquestra Lambeth també va reviure la Simfonia núm. 1). L'estrena de l'enregistrament del Quintet amb piano va ser publicada per Dutton Vocalion el 2021.
Les seves Tres escenes orquestrals de l'Endymion de Keats van ser presentades als Henry Wood Proms el 1907 i 1919, i també es van interpretar a Amèrica. Altres obres inclouen l'òpera Tamara (composta mentre estava a Roma), dues operetes infantils (The Disagreeable Princess i St Elizabeth's Roses), Chant des Vagues per a violoncel i orquestra (que aconseguí actuacions freqüents), una Suite per a violí i piano (1903). ), la Sonata per a violí (1903, interpretada per Émile Sauret), la suite per a piano de sis moviments A Summer Pilgrimage (1916) i vocal dramàtica escenaris de Porphyria's Lover (Browning) i Epipsychidion (Shelley). La seva darrera obra orquestral va ser l'impressionista Semele (1918) per a mezzosoprano i orquestra. Les partitures i parts supervivents d'Hinton es consulten a la Guildhall School of Music and Drama.